# Грабовенко, Максим Иванович
Максим Иванович Грабовенко (1923—1980) — старший сержант Рабоче-крестьянской Красной Армии, участник Великой Отечественной войны, Герой Советского Союза (1943).

## Биография
Максим Грабовенко родился 11 августа 1923 года в селе Мариновка (ныне — Доманёвский район Николаевской области Украины) в крестьянской семье.
Получил начальное образование, работал столяром.
В августе 1941 года был призван на службу в Рабоче-крестьянскую Красную Армию Сталинским военкоматом. С июля 1942 года — на фронтах Великой Отечественной войны. К сентябрю 1943 года младший сержант Максим Грабовенко был наводчиком орудия 691-го артиллерийского полка 237-й стрелковой дивизии 40-й армии Воронежского фронта. Отличился во время битвы за Днепр. Член ВКП(б)/КПСС с 1944 года.
25 сентября 1943 года Грабовенко принял участие в ожесточённых боях в районе села Гребени Кагарлыкского района Киевской области. В ходе отражения одной из вражеских контратак получил ранение, но поля боя не покинул, продолжая сражаться.
Указом Президиума Верховного Совета СССР от 24 декабря 1943 года младший сержант Максим Грабовенко был удостоен высокого звания Героя Советского Союза с вручением ордена Ленина и медали «Золотая Звезда».
После окончания войны в звании старшего сержанта Грабовенко был демобилизован. Проживал и работал в колхозе в селе Новоалексеевка Врадиевского района Николаевской области. Трагически погиб 12 ноября 1980 года.
Был также награждён рядом медалей.